# Anna Gawron
Anna Gawron (ur. 9 listopada 1988 w Toruniu) – polska siatkarka występująca na pozycji atakującej. Obecnie reprezentuje klub AZS WSBiP KSZO Ostrowiec Świętokrzyski. Jej macierzysty klub to CKS Zdrój Ciechocinek. Wychowanka Szkoły Mistrzostwa Sportowego w Sosnowcu. Była reprezentantka Polski juniorek. Brała udział w Mistrzostwa Świata Juniorek w 2007.

## Kluby
- CKS Zdrój Ciechocinek (wychowanka)
- MKS Skarpa Toruń
- SMS PZPS Sosnowiec (2003–2007)
- AZS WSBiP KSZO Ostrowiec Świętokrzyski (2007–2008)
- Remagum MOSiR Mysłowice (2008–2010)
- AZS WSBiP KSZO Ostrowiec Świętokrzyski (2010–2011)

## Sukcesy
- II miejsce w Akademickich Mistrzostwach Polski w 2010 z AZS WSBiP KSZO Ostrowiec Świętokrzyski